# دهستان آغاجاری
دهستان آغاجاری نام دهستانی در بخش مرکزی شهرستان آغاجاری، استان خوزستان در ایران است. بر اساس سرشماری مرکز آمار ایران در سال ۱۳۹۵، جمعیت آن ۷ نفر (در ۲ خانوار) بوده‌است.